# 무가의 동량
무가의 동량(일본어: 武家の棟梁 부케노 토료[*])이란 일본사에서 무가의 장이자 통솔자인 군사귀족이다.
동량이란 대들보를 의미하는 말이며, 오늘날에도 일본에서는 대목장의 우두머리(親方)를 동량이라고 말한다. 대들보는 건물을 지탱하는 중요한 부분이기에, 국가를 비롯한 조직의 중요인물을 가리키는 표현으로 되었다. 예컨대 고대에도 타케우치노 스쿠네가 “동량지신(棟梁之臣)”이라고 표현되었다(『일본서기』 경행 51년).
10-11세기 들어 일본 각지에 “감무예지배(堪武芸之輩→무예가 뛰어난 패거리)”, “무용지인(武勇之人)”이라고 불리는 인간들이 나타나 무문(武門)의 원류가 되었고, 이런 집단들을 통솔하는 인물을 “무문지동량”이라고 했다. 당대에 명성이 높았던 무문지동량으로는 간무 헤이시의 다이라노 고레토키・코레히라・무네요리, 세이와 겐지의 미나모토노 미츠나카・요리미츠・요리노부 등이 있었다. 요리노부의 손자 요시이에가 칭한 “무가지장자(武士之長者)”도 같은 의미이며, 요시이에의 자손인 카와치 겐지는 “천하제일무용지가(家)”를 칭하며 장군직을 독점했다. 이후 다이라노 기요모리가 이끄는 이세 헤이시가 그 지위를 빼앗았다가, 미나모토노 요리토모가 가마쿠라막부를 열고 “천하병마지권(天下兵馬之権)”을 장악해 무가정권을 확립했다. 요리토모 사후, 요리토모의 가마쿠라도노로서의 군권과 정이대장군 지위가 결합세습되자, 세이와-카와치 겐지의 피를 이어받은 인물이 “무가의 동량 = 막부의 장 = 정이대장군”이라는 도식이 성립되었다. 이 도식은 카와치 겐지가 단절된 이후의 섭가장군이나 황족장군 밑에서도 유지됨으로써, “무가의 동량”은 정이대장군과 동일한 것으로 인식이 확립되었다.
다만 “무가의 동량”은 시대에 따라 의미가 조금씩 달라졌다. 11세기 이전의 “무가의 동량”은 조정이 동원한 병사를 통솔하는 하급귀족 출신의 군사귀족으로, 그 근거지는 수도 교토였고 지방 무사와의 관계는 희박했다. 이런 경향은 미나모토노 요시이에 시대까지도 변함이 없었고, 동국의 무사보다는 천황가나 섭관가 등 조정을 구성하는 권문과의 연결이 더 중시되었다. 이러한 “무가의 동량”이 자기 밑의 지방무사들을 규합해서 그 지방무사들의 정치적 이해를 대변하게 되는 것은 호겐・헤이지의 난이 발생한 12세기 중엽의 일이다.
또한 지방 무가의 “동량”이 존속한 사례도 있다. 야마토 겐지의 오치씨와 항쟁하여 야마토국 수호직을 받은 고후쿠지 산하 승병 집단인 야마토무사(大和武士)의 지도자는 막부 성립 이후에도 “동량” 지위를 유지했고, 이치죠인계 동량, 다이죠인계 동량, 그리고 후루이치씨가 야마토무사 지도자 지위를 놓고 서로 다투었다.

## 참고 자료
- 上横手雅敬「棟梁」（『国史大辞典 10』（吉川弘文館、1989年） ISBN 978-4-642-00510-4）
- 安田元久「武家の棟梁」（『日本史大事典 5』（平凡社、1993年）ISBN 978-4-582-13105-5）
- 仁平義孝「武門の棟梁」（『日本中世史事典』（朝倉書店、2008年） ISBN 978-4-254-53015-5）